# Tomás Guardia Gutiérrez
Tomás Guardia Gutiérrez (Bagaces, 16 de diciembre de 1831 - Alajuela, 6 de julio de 1882), fue un militar y político costarricense, 8.° y 11° presidente de su país. 
Gobernó Costa Rica en dos períodos no consecutivos: el primero entre 1870 y 1876; el segundo como presidente de facto, desde 1877 hasta su muerte por causas naturales en 1882.

## Biografía
Nació en Bagaces, el 16 de diciembre de 1831. Hijo del hacendado y militar Rudesindo de la Guardia y Robles (1809-1862) y de la herediana María Ramona Gutiérrez Flores (1808-1891). 
Cursó estudios elementales y se desarrolló como militar profesional. Llegó a tener cafetales en los alrededores de Alajuela.
Se casó en primeras nupcias en 1850 con Perfecta Barrios Ladrero (falleció por la Gran Epidemia del Cólera de 1856), y en segundas nupcias en 1857 con la vecina de Alajuela, Emilia Solórzano Alfaro. Fue miembro de la Masonería costarricense.

## Carrera militar
Participó en la Campaña Nacional de 1856-1857 contra los filibusteros de William Walker. Fue herido de gravedad en el combate de San Jorge, Nicaragua, el 29 de enero de 1857. 
Durante los convulsos años de la década de 1860 fue ascendido a Coronel y Comandante en el Cuartel de Alajuela. 
El 27 de abril de 1870, apoyado por otros militares y algunas familias de la Oligarquía Cafetalera Liberal, dio un Golpe de Estado y derrocó al presidente Jesús Jiménez Zamora.
Así puso en el poder a Bruno Carranza Ramírez. Inmediatamente fue ascendido a General de División y se le nombró Comandante en Jefe del Ejército de Costa Rica.

## Presidente Provisorio de la República
El Presidente Bruno Carranza Ramírez formó una Asamblea Constituyente, pero empezó a tener problemas con el General Tomás Guardia. Cansado de los constantes conflictos, Carranza presentó su renuncia el 8 de agosto de 1870. Al día siguiente la Asamblea Constituyente nombró al General Guardia, Presidente Provisorio de Costa Rica.
Fue el primer militar costarricense que gobernó el país. También dio inicio a la nueva generación de políticos liberales que dirigió a Costa Rica hasta la Guerra Civil de 1948.
En 1871 aprobó una nueva Constitución Política, conocida como la Constitución Liberal de 1871, la que ha tenido la más larga vida útil en Costa Rica. En ella se dio independencia a los tres poderes de la República, se estableció la libertad de culto, se abolió la pena de muerte y se mantuvo el interés por el fortalecimiento de la educación del país. La Constitución de 1871 es considerada la piedra angular del liberalismo en Costa Rica.
Empezó la construcción del Ferrocarril al Atlántico, con los empréstitos ingleses de 1871 y 1872. Sin embargo, la obra no se completó debido a dificultades técnicas, falta de fondos y corrupción (el país solo aprovechó un millón de los 3,4 millones de libras esterlinas solicitadas). Así se amplió la deuda externa con Inglaterra.
En 1871 inauguró el tramo de ferrocarril entre Alajuela y San José.

## Presidente Constitucional (Segunda administración)
En las elecciones de abril de 1872, Tomás Guardia Gutiérrez fue elegido como Presidente para un período de tres años. 

Al llegar al poder, disolvió el Congreso que lo había elegido, gobernó como dictador y desterró a muchos de sus enemigos políticos. Estableció la isla San Lucas como cárcel en 1873.
Permitió la llegada al país de la orden de los jesuitas y las religiosas de Sion, para que impulsaran la educación.
En 1874 construyó un nuevo y más grande Cuartel Militar de Alajuela, incluyendo una cárcel más amplia. Asimismo se hizo una mansión en Alajuela junto al Cuartel.  Él y su esposa fueron quienes amueblaron con finos muebles europeos el antiguo Palacio Presidencial.

## Ministro plenipotenciario
Al término de su período constitucional, Tomás Guardia Gutiérrez entregó la presidencia a Aniceto Esquivel Sáenz, elegido para el período 1876-1880, pero mantuvo el cargo de Comandante en Jefe del Ejército.
A mediados de 1876 fue nombrado Ministro Plenipotenciario de Costa Rica en Guatemala, país donde firmó el Tratado Guardia-Salazar. 
Rápidamente el presidente Aniceto Esquivel Sáenz desarrolló una mala relación con el general Guardia, y el 30 de julio de 1876 fue derrocado por un Golpe de Estado de los militares. Vicente Herrera Zeledón fue nombrado presidente de Costa Rica, y Tomás Guardia fue declarado Primer Designado a la Presidencia.
No obstante, el 11 de septiembre de 1877 el presidente Vicente Herrera Zeledón fue retirado del poder, argumentando supuestos problemas de salud, y el General Tomás Guardia fue nombrado Presidente Interino.

## Presidentede facto(Tercera administración)
El 23 de septiembre de 1877 desconoció al presidente Vicente Herrera Zeledón y asumió la dictadura, que ejerció hasta su muerte, ocurrida en Alajuela en julio de 1882. 
En 1877 fundó el Banco de la Unión, hoy Banco de Costa Rica. En 1880 se iniciaron las exportaciones de banano hacia los Estados Unidos. Aumentó el número de escuelas y colegios públicos. En 1881 fundó el Archivo Nacional.
Fue la máxima autoridad del país durante doce años. Combatió sin descanso a la poderosa oposición.
Poco antes de morir puso nuevamente en vigencia la Constitución de 1871, con algunas reformas. La más significativa fue consagrar la abolición de la pena de muerte en 1882, que había sido permitida mediante una Ley desde 1877. 
Tomás Guardia murió en la habitación de su casa en la ciudad de Alajuela el 6 de julio de 1882 a sus 50 años de edad, luego de una larga enfermedad pulmonar potencialmente mortal para la época, la tuberculosis.
Le sucedió en la presidencia su primo y yerno Saturnino Lizano Gutiérrez, y el 10 de agosto de 1882 su cuñado y amigo, el General Próspero Fernández Oreamuno, fue nombrado Presidente, quien al igual que Tomás Guardia, gobernará Costa Rica hasta su muerte.
| Predecesor: Bruno Carranza Ramírez 27 de abril-9 de agosto de 1870 (de facto) | 8.° Presidente de Costa Rica 1870-1876                                 | Sucesor: Aniceto Esquivel Sáenz 8 de mayo-30 de julio de 1876 (Derrocado)      |
| Predecesor: Vicente Herrera Zeledón 1876-1877 (de facto)                      | 11.° Presidente de Costa Rica 1877-1882 (de facto y Murió en el cargo) | Sucesor: Saturnino Lizano Gutiérrez 6 de julio-10 de agosto de 1882 (de facto) |